# تفاف جاسئ نويع الرمادي
التِفاف الجاسئ نويع الرمادي (باللاتينية: Sonchus asper subsp. glaucescens) نويع نباتي يتبع نوع التِفاف الجاسئ من جنس التِفاف من الفصيلة النجمية.

## البيئة والانتشار
موطنه مناطق الوطن العربي المتوسطية ومعظم مناطق أوروبا.

## مرادفات للاسم العلمي
- (باللاتينية: Sonchus glaucescens Jord.)
- (باللاتينية: Sonchus eryngiifolius Grossh.)
- (باللاتينية: Sonchus nymanii Tineo & Guss.)
- (باللاتينية: Sonchus asper subsp. nymanii (Tineo & Guss.) Hegi)